# Leptocorticium utribasidiatum
Leptocorticium utribasidiatum är en svampart som först beskrevs av Boidin & Gilles, och fick sitt nu gällande namn av Nakasone 2005. Leptocorticium utribasidiatum ingår i släktet Leptocorticium och familjen Corticiaceae.   Inga underarter finns listade i Catalogue of Life.